# Dybowo (powiat ełcki)

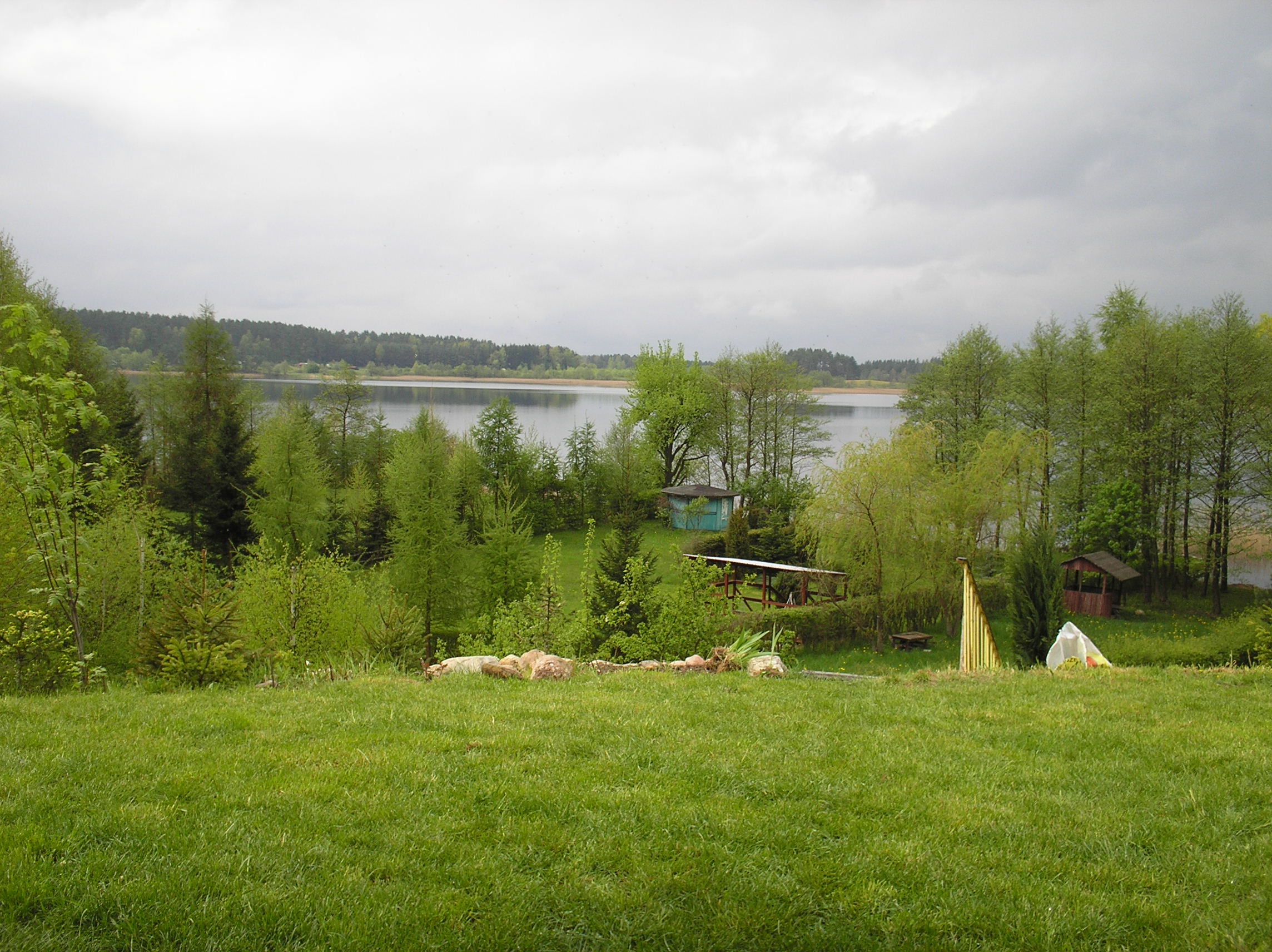
Jezioro Dybowskie

Dybowo (niem. Dybowen, 1938–1945 Diebau) – wieś mazurska na terenach pojaćwieskich w Polsce położona w województwie warmińsko-mazurskim, w powiecie ełckim, w gminie Prostki. Wieś jest siedzibą sołectwa Dybowo w którego skład wchodzą również miejscowości Ciernie i Kibisy. W zabudowań wsi przylega jezioro Dybowskie.
W latach 1975–1998 miejscowość należała administracyjnie do województwa suwalskiego.